# Mouvements (album)
Albums de Biréli Lagrène
Gipsy Trio
(2009)
Mouvements est un album du guitariste de jazz Biréli Lagrène sorti en 2012.

## Description
Lagrène définit cet album comme étant « du blues avec un peu d’harmonie ». En effet, les blues sont nombreux sur le disque qui contient surtout des compositions des membres du groupe qui en profite pour créer de nouvelles versions de morceaux déjà enregistrés auparavant comme le funky Captain Ferber que l’on trouvait déjà sur Just The Way You Are ou Place du Tertre, composition populaire parmi les fans du guitariste. La composition Mouvements qui donne son nom à l’album est un mélange de musique classique, de rock et de jazz. On trouve également sur l’album le célèbre Oleo de Sonny Rollins et une interprétation de Liebesleid de Fritz Kreisler,.

## Titres
| No  | Titre           | Musique        | Durée |
| --- | --------------- | -------------- | ----- |
| 1.  | Jay             | Franck Wolf    | 4:31  |
| 2.  | Mouvements      | Biréli Lagrène | 4:09  |
| 3.  | Maybe Tomorrow  | Jean-Yves Jung | 6:41  |
| 4.  | α 01/10/10      | Biréli Lagrène | 3:45  |
| 5.  | Oleo            | Sonny Rollins  | 2:58  |
| 6.  | Where’s Frankie | Biréli Lagrène | 5:50  |
| 7.  | Liebesleid      | Fritz Kreisler | 5:30  |
| 8.  | Cleve’s Changes | Jean-Yves Jung | 4:39  |
| 9.  | Captain Ferber  | Frank Wolf     | 5:27  |
| 10. | Ballade         | Biréli Lagrène | 5:08  |
| 11. | Place du Tertre | Biréli Lagrène | 5:12  |

## Musiciens
- Biréli Lagrène – Guitares
- Franck Wolf – Saxophones soprano et ténor
- Jean-Marc Robin – Batterie
- Jean-Yves Jung – Orgue Hammond